# Mary Kay Bergman
Mary Kay Bergman, znana również pod pseudonimem Shannen Cassidy (ur. 5 czerwca 1961, zm. 11 listopada 1999) – amerykańska aktorka głosowa, znana z kobiecych ról w serialu telewizyjnym Miasteczko South Park, z roli Timmy’ego z serialu Wróżkowie chrzestni i jako Daphne Blake z kilku filmów z serii Scooby-Doo, była również w latach 1989–1999 wybrana przez The Walt Disney Company jako oficjalny głos królewny Śnieżki. Użyczyła głosu w ponad 400 reklamach. Od roku 1990 do swojej śmierci była żoną aktora Dina Andrade. Bergman popełniła samobójstwo w swoim domu, wieczorem 11 listopada 1999 roku. Została pochowana na cmentarzu Forest Lawn Memorial Park w Hollywood Hills.

## Wczesne lata
Mary Kay Bergman urodziła się 5 czerwca 1961 roku w szpitalu Cedars-Sinai Medical Center. Była jedyną córką żydowskich muzyków Patricii McGowan Paris i piosenkarza Dave’a Bergmana. Uczęszczała do Los Angeles Unified School District i do Hollywood High School, którą ukończyła w roku 1978 z wyróżnieniem. W latach 1978–1981 uczęszczała do UCLA, gdzie zaprzyjaźniła się z Nancy Cartwright.

## Kariera
Mary Kay miała wyrobiony styl i umiejętność tworzenia różnorodnych głosów. Bardzo łatwo naśladowała różne akcenty, m.in. chiński, japoński, australijski, francuski, niemiecki, włoski, hiszpański oraz dialekty angielskiego. Bergman później została nauczycielką, ucząc innych mówić w różnych akcentach.

### Miasteczko South Park
Najsłynniejsze role Bergman to niemal wszystkie kobiece postacie w serialu Miasteczko South Park, począwszy od pierwszego sezonu, kończąc na filmie długometrażowym, m.in. Liane Cartman, Sheila Broflovski, Shelly Marsh, Sharon Marsh, pani McCormick i Wendy Testaburger. Początkowo używała pseudonimu Shannen Cassidy, by nie wywołać skandalu, jako że była w tym czasie oficjalnym głosem disnejowskiej postaci królewny Śnieżki. W wywiadzie powiedziała: „To była świadoma decyzja, ponieważ i tak nikt z nas nie wiedział, że serial będzie hitem, a jeśli ktokolwiek tak mówił – kłamał; I tak się stało, Shannen Cassidy zaczęła otrzymywać maile jak Święty Mikołaj i musieliśmy z tego zrezygnować”.
Weird Al Yankovic chciał, by Mary Kay Bergman użyczyła swojego głosu jako Sheila Broflovsky w piosence „Pretty Fly for a Rabbi”, jednakże zrezygnowano z tego pomysłu, gdyż obawiano się ewentualnych problemów z Comedy Central. Mimo to jej głos jest słyszany w utworze. „Weird Al” powiedział: „Mary Kay była niesamowicie uroczą, utalentowaną, zabawną, wspaniałą kobietą, i wszyscy za nią bardzo, bardzo tęsknimy”.

## Życie prywatne
Mary Kay Bergman wyszła za mąż za aktora Dina Andrade 7 kwietnia 1990 roku. Była chrześcijanką. Jej ulubionymi filmami były m.in. Spotkamy się w St. Louis i Dźwięki muzyki. Preferowała muzykę jazzową, operową i filmowe ścieżki dźwiękowe. Uwielbiała czytać książki takich autorów jak Anne Rice, Stephen King, Clive Barker, Amy Tan, Carrie Fisher, Leonard Maltin i Douglas Adams. Jej ulubionymi gatunkami były: kryminały, fantastyka naukowa, horror, komedia i biografie, lubiła również czytać komiksy.
Pomimo iż jej rodzice byli pochodzenia żydowskiego, Bergman nigdy nie praktykowała wiary rodziców i przeszła na chrześcijaństwo. Żartobliwie nazywała się „chrześcijańskim żydem”.

## Choroba i śmierć
Bergman cierpiała na zaburzenie afektywne dwubiegunowe i zespół lęku uogólnionego, co skutecznie ukrywała przed rodziną, przyjaciółmi i współpracownikami. Gdy u jej matki zdiagnozowano raka, depresję i stres Mary Kay w pracy wzięto właśnie za martwienie się o stan zdrowia matki. W prywatnej rozmowie z mężem Bergman powiedziała, że boi się utraty swojego talentu, gdyż sesje nie przebiegały dobrze i mogłoby to spowodować zakończenie kariery, czego bardzo się obawiała.
Rankiem 11 listopada 1999 roku, Bergman wystąpiła w radiu świętując 45. rocznicę Disneylandu. Planowała zaśpiewać nominowaną do Oscara piosenkę z jej udziałem „Blame Canada” na 72. ceremonii wręczenia Oscarów. Ostatni raz widziano ją żywą tego samego dnia, wieczorem o godzinie 21:00, kiedy rozmawiała z przyjacielem przez telefon. Po godzinie i 20 minutach mąż i przyjaciel John Bell wrócili do domu, gdzie znaleźli ciało Mary Kay ze strzelbą Mossberg obok. O godzinie 22:18 policja stwierdziła zgon będący wynikiem samobójstwa. Przed śmiercią napisała dwa listy pożegnalne – do męża i Johna Bella.

## Następstwa
Mąż Bergman założył organizację Mary Kay Bergman Memorial Fund, która ma na celu zapobieganie samobójstwom. W marcu 2000 roku odbył się koncert ku jej pamięci, na którym pojawiło się wiele aktorek i koleżanek z branży, m.in. Jane Jacobs, Barbara Goodson, Diane Michelle i Mona Marshall, która po śmierci Bergman została wybrana do użyczania głosu kilku postaciom w South Parku.
Aktorka Grey DeLisle, studentka Bergman i prywatnie jej przyjaciółka, powiedziała w wywiadzie, że Andrade spytał się jej, czy nie chce zgłosić się na kasting do roli Daphne, czego początkowo nie chciała robić, gdyż czuła się z tym „dziwnie”. Odpowiedział jej na to: „Grey, musisz to zrobić, Mary Kay chciałaby byś to była ty”.
W jednym z wywiadów twórcy Miasteczka South Park, Trey Parker i Matt Stone, wypowiedzieli się o problemach, jakie napotkali po śmierci Bergman: „Zdaliśmy sobie sprawę, że jedna osoba nie zrobi tego w czym ona była tak niesamowita, potrafiła stworzyć tak dużo różnych głosów i nie potrzebowaliśmy nikogo innego. Wciąż poszukujemy utalentowanych ludzi którzy stworzą kilka głosów jak ona. Na jej zastępstwo będziemy potrzebować czterech lub pięciu osób... robimy odcinki dwa tygodnie przed czasem, a kiedy to się stało mieliśmy do zrobienia jeszcze trzy epizody... wiedzieliśmy że nie znajdziemy nikogo w tak krótkim czasie, więc po prostu napisaliśmy trzy odcinki bez udziału kobiecych postaci.”. 13 odcinek 3 serii „Starvin' Marvin in Space” jest ostatnim odcinkiem, w którym Bergman użyczyła głosu swoim postaciom w serialu. 15 odcinek tego samego sezonu, „Mr. Hankey's Christmas Classics” został zadedykowany jej pamięci.
Została pochowana na cmentarzu Forest Lawn Memorial Park w Hollywood Hills. Matka Bergman zmarła niecały rok po śmierci córki.

## Filmografia
- 2002 – Balto II: Wilcza wyprawa – Fox / Rosomak
- 2001 – Zakochany kundel II: Przygody Chapsa – Si
- 2000 – Scooby Doo i najeźdźcy z kosmosu – Daphne
- 1999 – Toy Story 2 – Jodłująca Jesse / Różne głosy
- 1999 – Scooby Doo i duch czarownicy – Daphne
- 1999 – Miasteczko South Park – Liane Cartman / Sheila Broflovski / Sharon Marsh / Wendy Testeberger / Łechtaczka / Pozostałe głosy
- 1998 – Scooby Doo na Wyspie Zombie – Daphne
- 1998 – Mulan – Przodkowie
- 1998 – Batman i Mr. Freeze: Subzero – Barbara „Batgirl” Gordon
- 1997 – Herkules – Nimfy / Nastolatki / Atena / Pozostałe głosy
- 1997 – Herkules (Golden Films) – Hera / Ifikles / Księżniczka Arianna
- 1996 – Dzwonnik z Notre Dame – Matka Quazimoda
- 1991 – Piękna i Bestia – Babette
- 1987 – Annie: A Royal Adventure! – Pani Hannigan / Brytyjskie dzieci / Nowojorskie dzieci / Pozostałe głosy